# Babětín
Babětín je malá vesnice, katastrální území a základní sídelní jednotka obce Těchlovice v okrese Děčín v Ústeckém kraji. Nachází se asi jeden kilometr severovýchodně od Těchlovic.

## Název

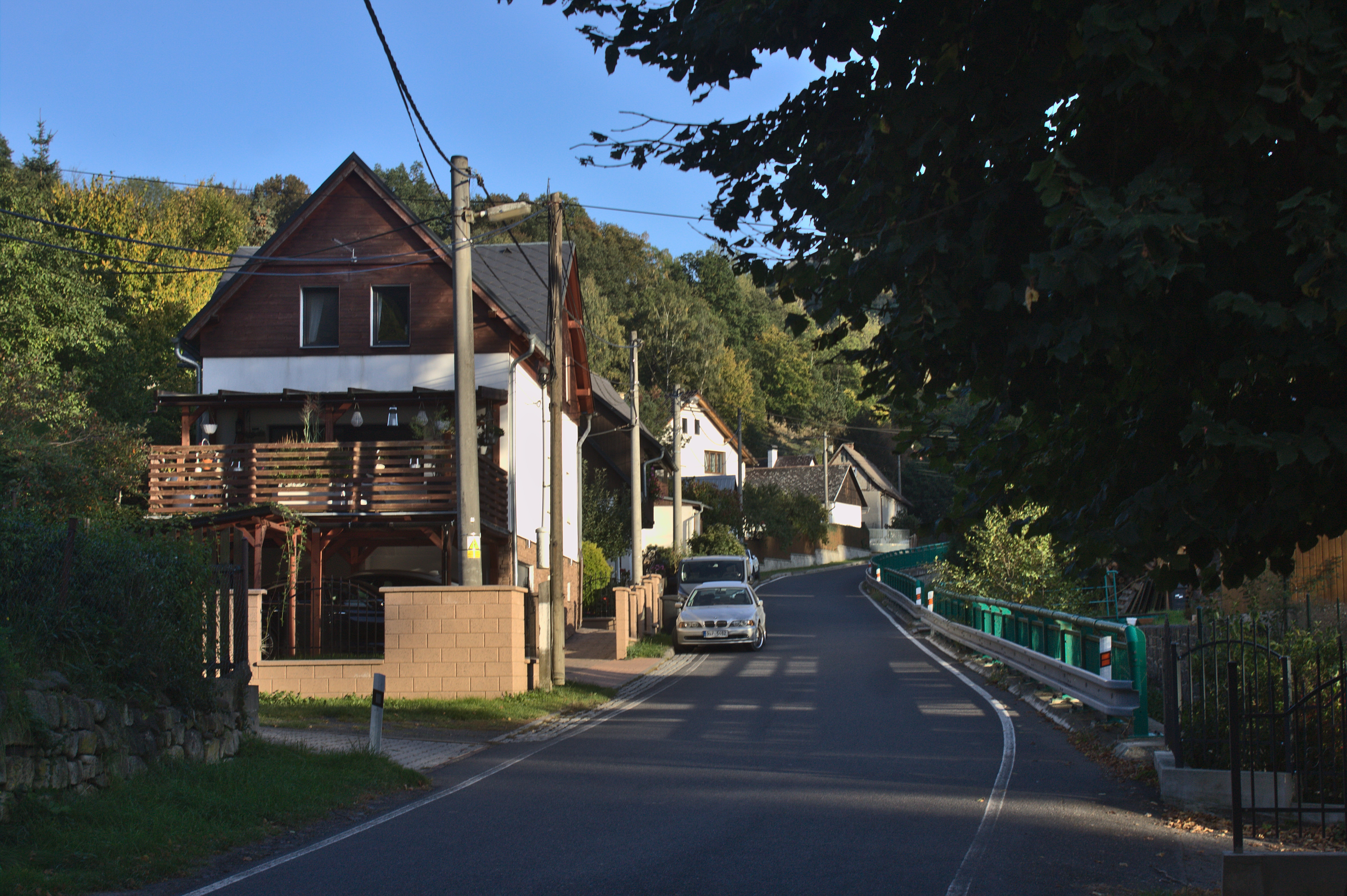
Domy v Babětíně

Název vesnice vznikl odvozením z osobního jména Baba. V historických pramenech se název vsi objevuje ve tvarech: w Babytynie (1543), v Babietyna (1543), w Babitinie (1554), Babithin (1654), Babetin (1720), Babutin (1787), Babuthin (1833) a úředně Babětín nebo Babutin (1854).

## Historie
První písemná zmínka o vesnici pochází z roku 1543.

## Obyvatelstvo
Při sčítání lidu v roce 1921 ve vsi žilo 147 obyvatel (z toho 72 mužů), z nichž bylo osm Čechoslováků, 137 Němců a dva cizinci. Všichni byli římskými katolíky. Podle sčítání lidu z roku 1930 měla vesnice 150 obyvatel: pět Čechoslováků, 143 Němců a dva cizince. Kromě dvanácti lidí bez vyznání se hlásili k římskokatolické církvi.
|           | 1869 | 1880 | 1890 | 1900 | 1910 | 1921 | 1930 | 1950 | 1961 | 1970 | 1980 | 1991 | 2001 | 2011 |
| --------- | ---- | ---- | ---- | ---- | ---- | ---- | ---- | ---- | ---- | ---- | ---- | ---- | ---- | ---- |
| Obyvatelé | 188  | 182  | 170  | 179  | 174  | 147  | 150  | 81   | 51   | 58   | 65   | 34   | 31   | 55   |
| Domy      | 31   | 31   | 30   | 31   | 31   | 31   | 34   | 31   | —    | 15   | 15   | 17   | 10   | 18   |

## Obecní správa
V letech 1869 až 1921 šlo o osadu obce Rytířov, v letech 1930 až 1950 šlo o samostatnou obec, poté část obce Těchlovice (1961 až 1980) a Boletice nad Labem (1980). Od roku 1981 se jako část obce neuvádí.